# L'infinito
L'infinito è una delle liriche più famose dei Canti di Giacomo Leopardi, che il poeta scrisse negli anni della sua prima giovinezza a Recanati, sua cittadina natale, nelle Marche. Le stesure definitive risalgono agli anni 1818-1819.
La lirica, composta da 15 endecasillabi sciolti, apparve la prima volta nel dicembre del 1825, pubblicata nella rivista milanese "Nuovo Ricoglitore", e subito dopo venne inclusa nell'edizione dei Versi del 1826, come parte di una serie di sei Idilli (tra cui altri celebri componimenti come Alla luna e La sera del dì di festa). Il termine greco "idillio" (εἰδύλλιον), di solito riferito a componimenti poetici incentrati sulla descrizione di scene agresti, subisce, con Leopardi, una ridefinizione: negli idilli leopardiani è assente la tematica bucolica propria dei componimenti scritti dai poeti greci Teocrito, Mosco, Bione, e latini (Virgilio, Calpurnio Siculo e Nemesiano), poi imitati in età umanistica e rinascimentale da Jacopo Sannazaro e da Torquato Tasso.
L'idillio leopardiano è un componimento connotato da un forte intimismo lirico: in esso l'elemento del paesaggio naturale (spesso privo dei connotati del paesaggio ideale antico) è strettamente legato all'espressione degli stati d'animo dell'uomo. Tale espressione del proprio io non vuole essere una fuga nell'irrazionale o nel sogno (come accade nella lirica romantica), ma solo occasione di un'ampia riflessione sul tempo, sulla storia e sul triste destino degli uomini. Negli idilli leopardiani, inoltre, colpisce l'abile e sapiente mescolanza di registri linguistici che spaziano da quello letterario (Ermo colle) a quello semplice, piano e colloquiale (Sempre caro). Questo idillio si divide in due parti ben distinte: nella prima il poeta esprime concetti a lui usuali mentre, nella seconda, usa l'immaginazione e si perde nell'infinito.
Il manoscritto originale è conservato presso la biblioteca nazionale di Napoli,, insieme ad altre opere del poeta. Un secondo manoscritto, con molti altri autografi, è conservato nel Museo dei manoscritti del comune di Visso in provincia di Macerata. Nel mese di ottobre 2016, in seguito al terremoto che ha colpito la zona, questi manoscritti sono stati provvisoriamente trasferiti prima a Bologna e poi in mostra in altre città e musei d’Italia. Ad ospitare i manoscritti nei 200 anni de L'infinito è stata anche la Biblioteca Sociale Giacomo Leopardi di Casalnuovo di Napoli, in una mostra nel giugno 2019 diretta da Giovanni Nappi.

## Testo e parafrasi
e questa siepe, che da tanta parte

dell'ultimo orizzonte il guardo esclude.

Ma sedendo e mirando, interminati

spazi di là da quella, e sovrumani

silenzi, e profondissima quiete

io nel pensier mi fingo, ove per poco

il cor non si spaura. E come il vento

odo stormir tra queste piante, io quello

infinito silenzio a questa voce

vo comparando: e mi sovvien l'eterno,

e le morte stagioni, e la presente

e viva, e il suon di lei. Così tra questa

immensità s'annega il pensier mio:

e il naufragar m'è dolce in questo mare»
e questa siepe, che copre alla mia vista 

una buona parte dell'orizzonte più lontano.

Ma mentre sto seduto e osservo,

io immagino nella mia mente spazi interminati oltre la siepe,

e silenzi sovrumani

e profondissima quiete, tanto che per poco

il mio animo non s'impaurisce. E non appena odo

il vento stormire tra le fronde di queste piante, paragono

quell'infinito silenzio a questo frusciare:

e mi viene in mente l'eterno,

le ere già trascorse, e quella attuale e

ancor viva, e il suo suono. Così il mio pensiero

sprofonda in quest'immensità:

e il naufragare in questo mare è dolce per me»

## Analisi

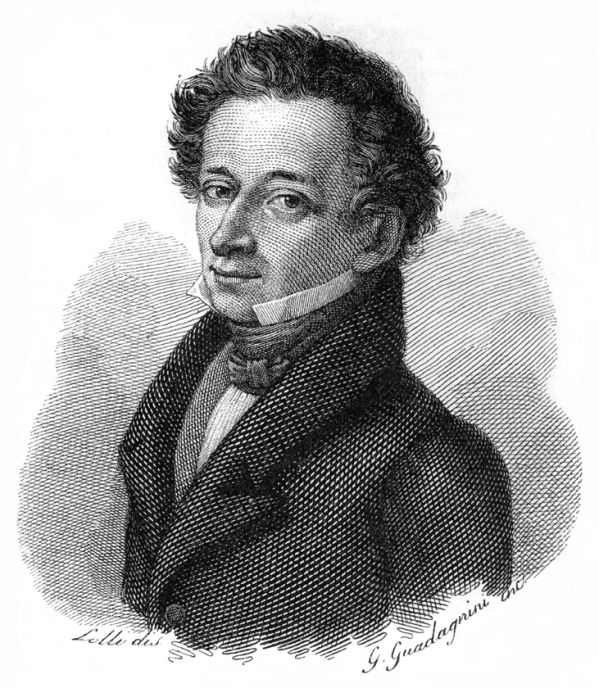
Giacomo Leopardi, autore della lirica

In questo idillio, composto in endecasillabi sciolti, con il ricorso continuo all'enjambement il poeta ottiene significativi effetti di straniamento, giocando con l'enfasi che le parole chiave della poesia, tutte attinenti alla sfera semantica dell'infinito filosofico di matrice neo-spinoziana, ricevono dalla loro collocazione a ridosso della pausa finale del verso. Agli effetti di enfasi e straniamento derivanti dalla struttura metrico-verbale si aggiungono gli effetti derivanti dal gioco delle allitterazioni e delle assonanze che caratterizzano le parti centrali della lirica. Rivestono una funzione speciale appunto le assonanze con /a/ posta in sillaba aperta accentata (e perciò allungata, secondo le tendenze della fonetica della lingua italiana), in parole come "interminati", "sovrumani" o "mare". Una funzione particolare, tesa a descrivere lo stato contemplativo del poeta, ha l'isocolia fra i due gerundi "sedendo e mirando", che rasentano l'accostamento paronomastico.
Nonostante gli occasionali iperbati, sul piano sintattico, l'Infinito ha un giro di frase estremamente semplice ed essenzialmente basato sulla paratassi. È proprio anche la frequente ripetizione della congiunzione “e” a conferire all’idillio la sensazione di indefinito e di infinito che il poeta voleva trasmettere. Fra le poche proposizioni subordinate prevalgono peraltro le relative attributive esplicite o implicite e l'uso dei gerundi, che sono di fatto poco più che espansioni nominali e avverbiali della proposizione reggente. L'intero componimento si articola in quattro lunghi periodi, di cui solo il primo e l'ultimo terminano effettivamente in fin di verso.
Lo stesso si nota sul piano del lessico: l'intera poesia è centrata su termini attinenti alla sfera semantica dell'indefinitezza: ne deriva la costruzione poetica di un nuovo tipo di misticismo, basato sull'immedesimazione dell'uomo con l'assolutezza dell'ordine di un universo regolato da una necessità inesorabile di per sé indifferente ai destini dell'individuo. A partire dalle prime parole “Sempre caro mi fu” è poi possibile comprendere la dialettica tra finito e infinito caratteristica dell’opera. Il termine “Sempre” connota una sensazione di indefinito, interminabile, vago, invece “fu” è il tempo del passato puntuale, di un’azione irreversibile già avvenuta, che si configura con il finito; a fare da mediazione interviene il soggetto (“caro mi”), che con la sua immaginazione è in grado di trascendere la contingenza fino a immedesimarsi con il “mare” dell’infinito. Al confine fra morfologia e lessico, l'impiego dei pronomi dimostrativi "questo" o "quello", con le loro connotazioni locali, sottolinea un cammino di immedesimazione, definito secondo i gradi di una climax ascendente, che dai confini spaziali dell'ego ("quest'ermo colle e questa siepe", "queste piante") porta il poeta a fondersi con l'assoluto ("questa immensità", "questo mare") in un processo di indiamento, che suggerisce in definitiva la presenza, nel poeta, di un teismo pratico ancorato a una visione panteistica della realtà: questo misticismo fa di Leopardi l'unico poeta italiano che abbia veramente saputo esprimere la dimensione interiore della Sehnsucht (struggimento nostalgico per l'assoluto) propria del romanticismo europeo. Più avanti, ai tempi della lirica A se stesso e dell'incompiuto Inno ad Arimane, conservatoci nello Zibaldone, il Dio-Natura di Leopardi si preciserà in una visione che è stata designata con l'etichetta di pessimismo cosmico, e che in realtà sarebbe meglio indicare come negativismo ontologico, il che porterà il poeta di Recanati a superare le visioni romantiche, anticipando tematiche tipiche del Novecento.
L'impiego dei pronomi dimostrativi che si riscontra nell'Infinito avrà fra l'altro un peso determinante nell'evoluzione dello stile del primo Giuseppe Ungaretti.
Nel componimento si ripete due volte il seguente schema tripartito: sensazione, fantasia, sentimento. Nella prima parte incontriamo una sensazione visiva (sguardo impedito dalla siepe), la fantasia (immaginazione di mondi sterminati e silenziosi), il sentimento ("ove per poco il cor non si spaura"). Nella seconda parte troviamo una sensazione auditiva (vento che stormisce tra le piante), la fantasia (eternità, trascorrere del tempo), il sentimento ("e il naufragar m'è dolce in questo mare").

## Sintesi

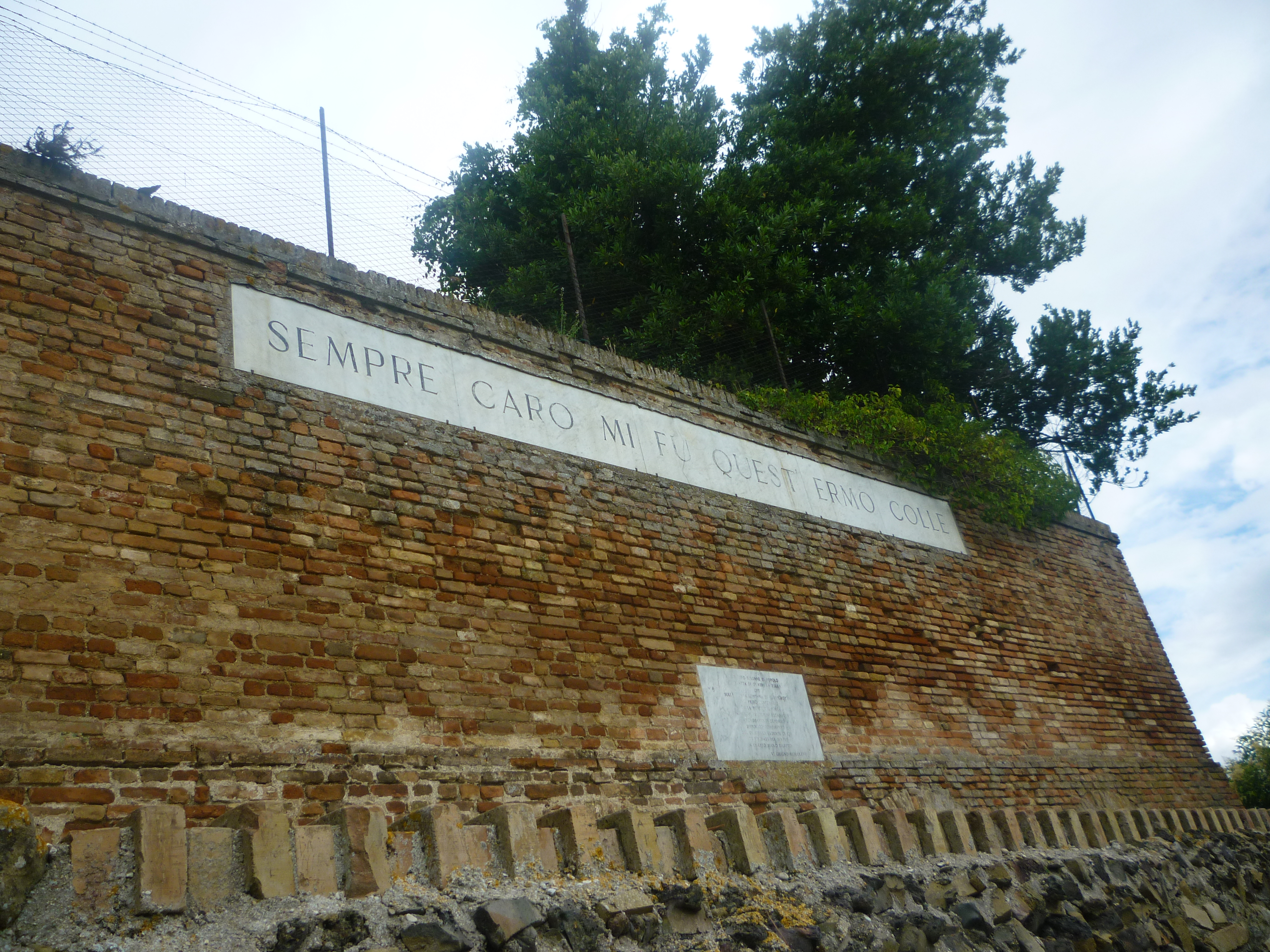
Il colle dell'Infinito a Recanati

L'ascesa al Monte Tabor, rifugio ideale del poeta, si configura in ultima analisi come uno studio visivo-prospettico degli elementi del paesaggio: la siepe che impedisce la vista dell'orizzonte e l'ostacolo percettivo che permette la fuga della mente dall'esperienza immediata dei sensi. Al di là della siepe si schiudono dunque spazi senza limite, silenzi profondi e pace assoluta, portatrice di sgomento, e indizio di quell'eternità a cui l'improvviso stormire del vento tra le fronde conduce il poeta, il cui io naufraga, cioè si annienta, fondendosi con l'universo. Così, tra la minaccia del silenzio (sovrumani / silenzi, e profondissima quiete / io nel pensier mi fingo, ove per poco / il cor non si spaura, versi dal 5 all'8) e la presenza sonora della natura (E come il vento / odo stormir tra queste piante, versi 8 e 9), il pensiero afferra l'inafferrabile universalità dell'infinito, superando la contingenza. Con "infinito" e "spazi al di là della quiete" il poeta si riferisce al futuro, che ci apparirà sempre come una dolcissima illusione che non abbandonerà mai l'uomo. La siepe, invece, è il muro che divide il presente dal futuro, il poeta dall'infinito e lascia solo immaginare in cosa consista il nostro fato. Ogni essere umano può tentare di cogliere l'infinito che procura un profondo benessere, ma anche un senso di pauroso sgomento.

## Fortuna critica dell'Infinitoe degliIdilli
Sulla base dei dettami della sua estetica, Benedetto Croce considerò i piccoli idilli, di cui questa lirica fa parte e i successivi "grandi idilli", come espressione dell'autentica poesia leopardiana, relegando gli altri Canti, fino a La ginestra, nell'ambito dell'oratoria e della non poesia. La visione del Croce è oggi largamente sconfessata dalla totalità della critica letteraria.
L'infinito di Leopardi fu musicato dal violoncellista e compositore italiano Gaetano Braga (1829-1907). Nel 2015 Mirco De Stefani compone le Variazioni sopra l’Infinito di Leopardi per pianoforte.
Leopardi intende l’infinito spaziale come negazione della realtà fisica a cui è sempre collegato: gli spazi sono interminati, i silenzi sono sovrumani, la quiete è profondissima. Così come nella visione massonica, l'infinito non è reale, ma è il mero frutto dell’immaginazione umana.

## Celebrazioni
Nel 2019, per celebrare i 200 anni de L'infinito, su iniziativa dell’allora ministro della cultura Dario Franceschini, 22 artisti della canzone italiana hanno interpretato un estratto della lirica attraverso un video trasmesso sui canali Rai dal 19 al 31 dicembre. Gli artisti che hanno partecipato sono: Laura Pausini, Zucchero Fornaciari, Giorgia, Ornella Vanoni, Gino Paoli, Claudio Baglioni, Luciano Ligabue, Paolo Conte, Renato Zero, Fiorella Mannoia, Gianna Nannini, Paola Turci, Antonello Venditti, Gianni Morandi, Patty Pravo, Jovanotti, Roberto Vecchioni, Ivano Fossati, Francesco Guccini, Francesco De Gregori, Adriano Celentano, Mina.